# Vassili le Louche
Pour les articles homonymes, voir le Louche.
 (mai 2018).
Si vous disposez d'ouvrages ou d'articles de référence ou si vous connaissez des sites web de qualité traitant du thème abordé ici, merci de compléter l'article en donnant les références utiles à sa vérifiabilité et en les liant à la section « Notes et références ».
Vassili Iourévitch, dit le Louche ou le Loucheur (en russe : Василий Юрьевич Косой), est un riourikide qui fut grand prince usurpateur de Moscou en 1435.

## Biographie

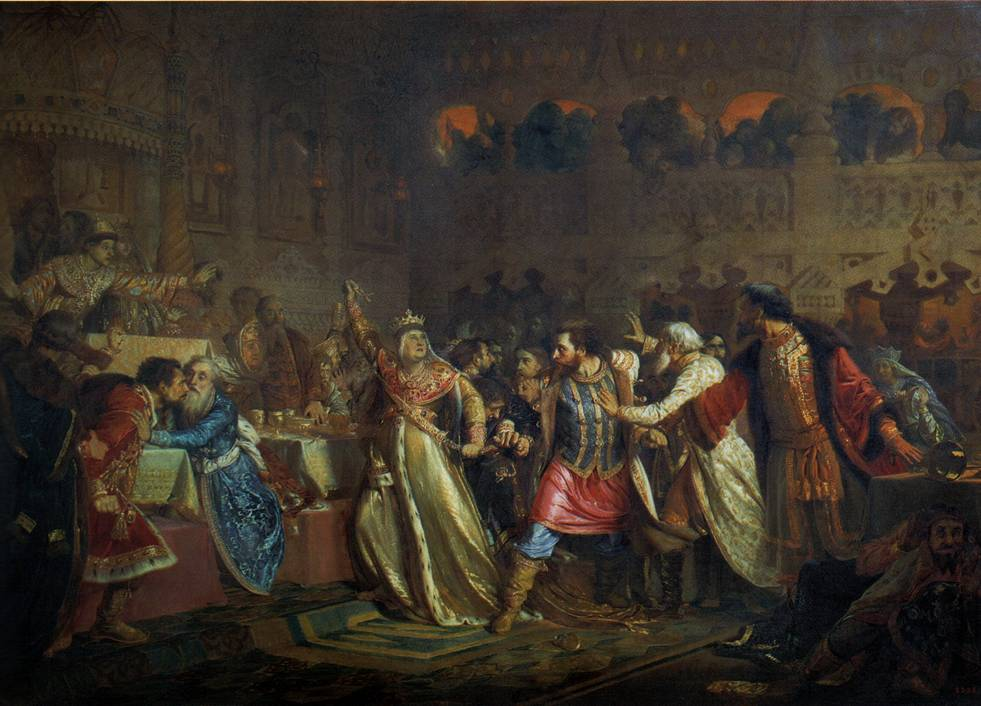
Sofia Vitovtovna, mère de Vassili II, retire la ceinture d'or de Vassili le Louche et déclenche la guerre entre Vassili II et Iouri IV.

Vassili est le fils aîné de Iouri IV. Il est prince de Galitch et de Zvenigorod en 1434. Il tente d'usurper le trône de Vassili II de Russie et de se faire proclamer grand prince après la mort de son père pendant la guerre de Succession moscovite. Il est banni de Moscou en 1435. En 1436, il mène le sac de Gleden. Aveuglé sur ordre de Vassili II, il meurt en prison en 1448.